# Вишневский, Иван Евгеньевич
Ива́н Евге́ньевич Вишне́вский (укр. Іван Євгенович Вишневський; 21 февраля 1957, Лучка, Тернопольская область — 11 мая 1996, Днепропетровск) — советский и украинский футболист, защитник. Мастер спорта (1984).

## Биография
Родился недалеко от Тернополя. Окончив школу, поступил в ПТУ, затем устроился на работу плиточником.
В армии выступал за сборную своего стройбата. После возвращения из армии играл в любительской команде тернопольского завода «Квадра». В этих играх был замечен тренерами винницкого «Локомотива», выступавшего тогда во второй союзной лиге.
В 1982 году перешёл в московский «Спартак». В одной из первых игр чемпионата Вишневский получил травму паховых колец и решил вернуться обратно в Винницу.
В 1984 году перешёл в днепропетровский «Днепр», в составе которого стал чемпионом СССР 1988 года. В том же году вошёл в состав сборной СССР, завоевавшей серебряные медали чемпионата Европы.
В 1989—1992 годах играл в Турции за «Фенербахче» и «Сарыеспор», завершив карьеру игрока из-за травм. После возвращения на Украину работал вторым тренером в винницкой «Ниве» и «Днепре».
Скончался 11 мая 1996 из-за образовавшейся в 1988 году меланомы.

## Достижения
«Днепр»
- Чемпион СССР: 1988
- Серебряный призёр чемпионата СССР (2): 1987, 1989
- Бронзовый призёр чемпионата СССР (2): 1984, 1985
- Обладатель Кубка СССР: 1989